# Sven Palmqvist
Ernst Sven Robert Palmqvist, född 4 september 1906 i Lenhovda församling,  död 6 februari 1984 i Orrefors,  var en svensk glaskonstnär och glasformgivare, känd bland annat genom sin skålserie Fuga. 

## Utbildning
Sven Palmqvist fick sin utbildning på gravörskolan i Orrefors. År 1931 gick han ut med betyg i gravering och frihandsteckning. Under Simon Gate, blev han ritbiträde på Orrefors glasbruk samt uppmuntrades till fortsatta studier. Palmqvist läste på Tekniska skolan (numera Konstfack) och Konstakademien i Stockholm, samt tillbringade några år i Paris. Under andra världskriget återvände Palmqvist till Orrefors bruk och stannade där till sin pensionering 1971. 

## Gärning
Sven Palmqvist var upphovsman till flera nya konstglas-tekniker på Orrefors. Kraka lanserades 1944 som en utveckling av graalglaset, där luftbubblor och metallnät tillsammans bildar intressanta mönster i glaset. År 1948 kom Ravenna, en kombination av en färgad glasplatta, glaskross och ett skikt av klarglas. Sin största framgång fick Sven Palmqvist med skålserien Fuga. Idén, som han lär ha fått redan 1934, bygger på att centrifugera glasmassan i en skålad, snabbt roterande form, istället för att blåsa glaset. Resultatet blev en prisbillig tillverkning av hållbara och enkla, tjockväggiga glasskålar i olika färger och storlekar. 1954 kom Fuga på marknaden, NK hade beställt en hel årsproduktion och på Helsingborgsutställningen 1955 "H55" fick Fuga sitt slutgiltiga genombrott.
Sven Palmqvist var en mångsidig glaskonstnär och hans arbeten syns bland annat i offentliga sammanhang som till exempel skulpturen av glasblock Elektronik contra stalaktit i SVT:s entré i Stockholm och utsmyckningen av ett ministerpalats i Dubai, men även i mindre miljöer som till exempel Kråksmåla kyrka där han formgivit dopfunten. 
Palmqvist är representerad vid bland annat Nationalmuseum i Stockholm, Kalmar konstmuseum, Victoria and Albert Museum, Röhsska museet, Smålands museum, Nordiska museet, Hallands kulturhistoriska museum, Örebro läns museum och Bohusläns museum.
Palmqvist ligger begraven på Lenhovda kyrkogård.

## Galleri

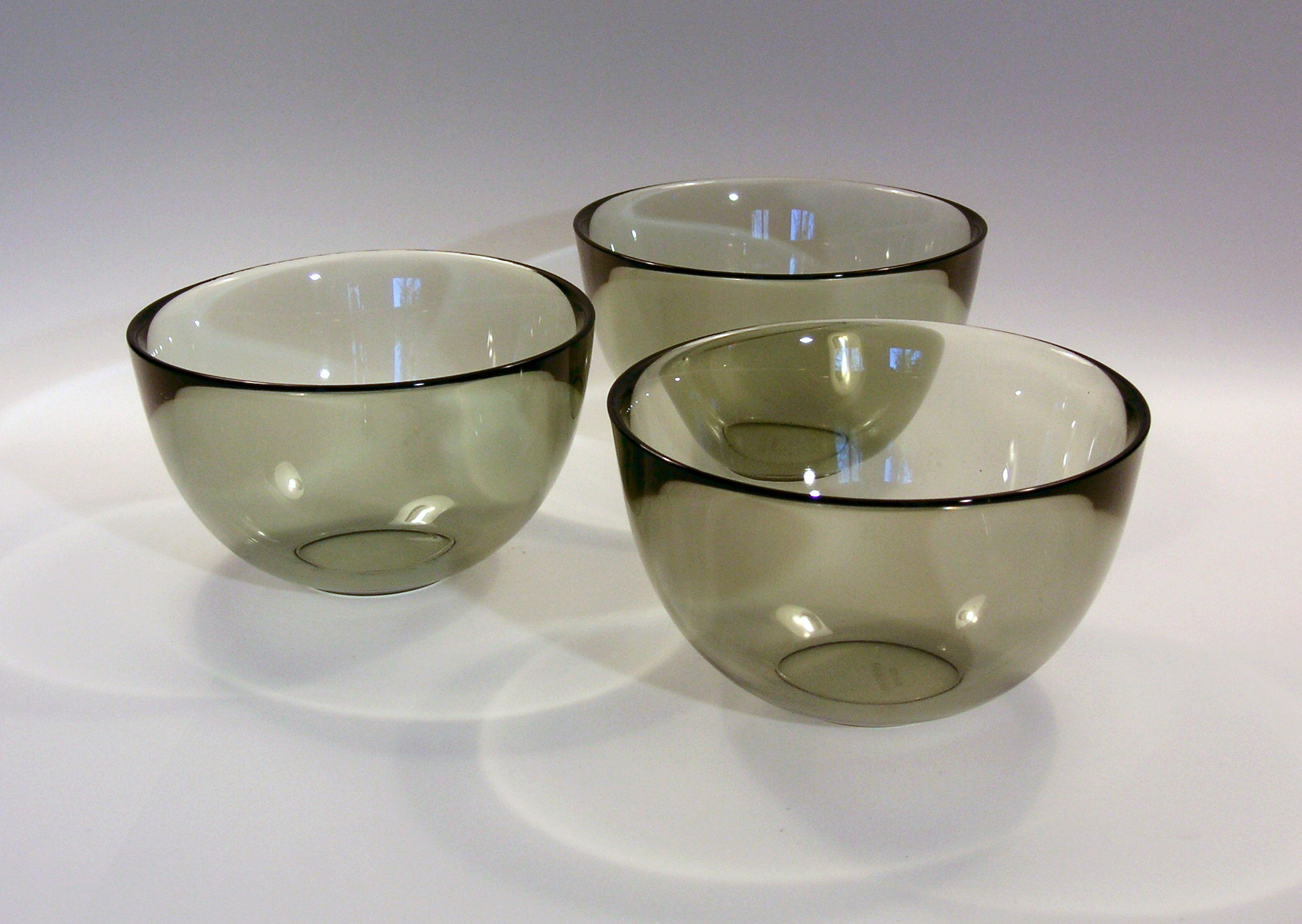
Fuga-skålar i rökfärgat glas
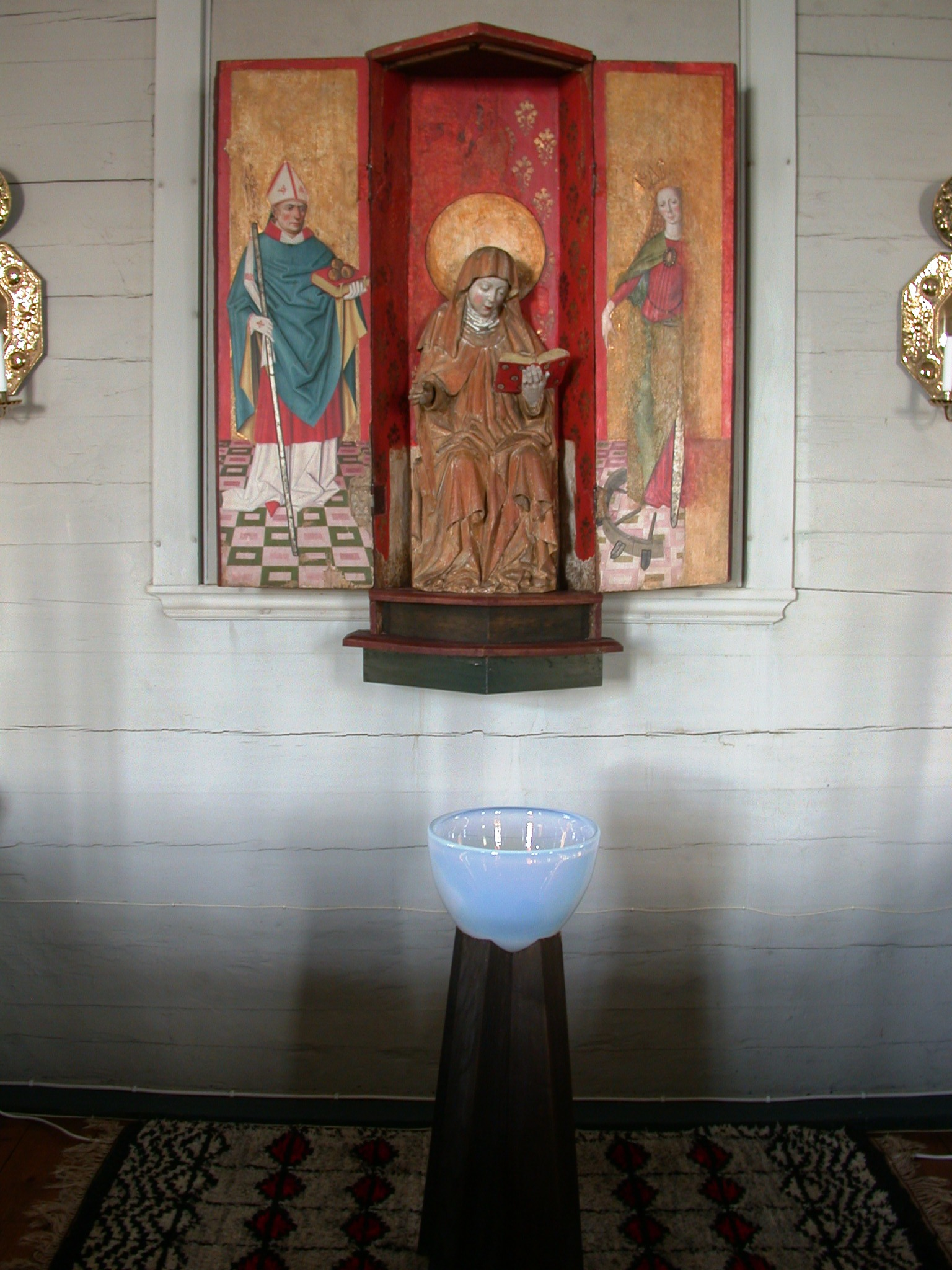
Dopfunt i Kråksmåla kyrka
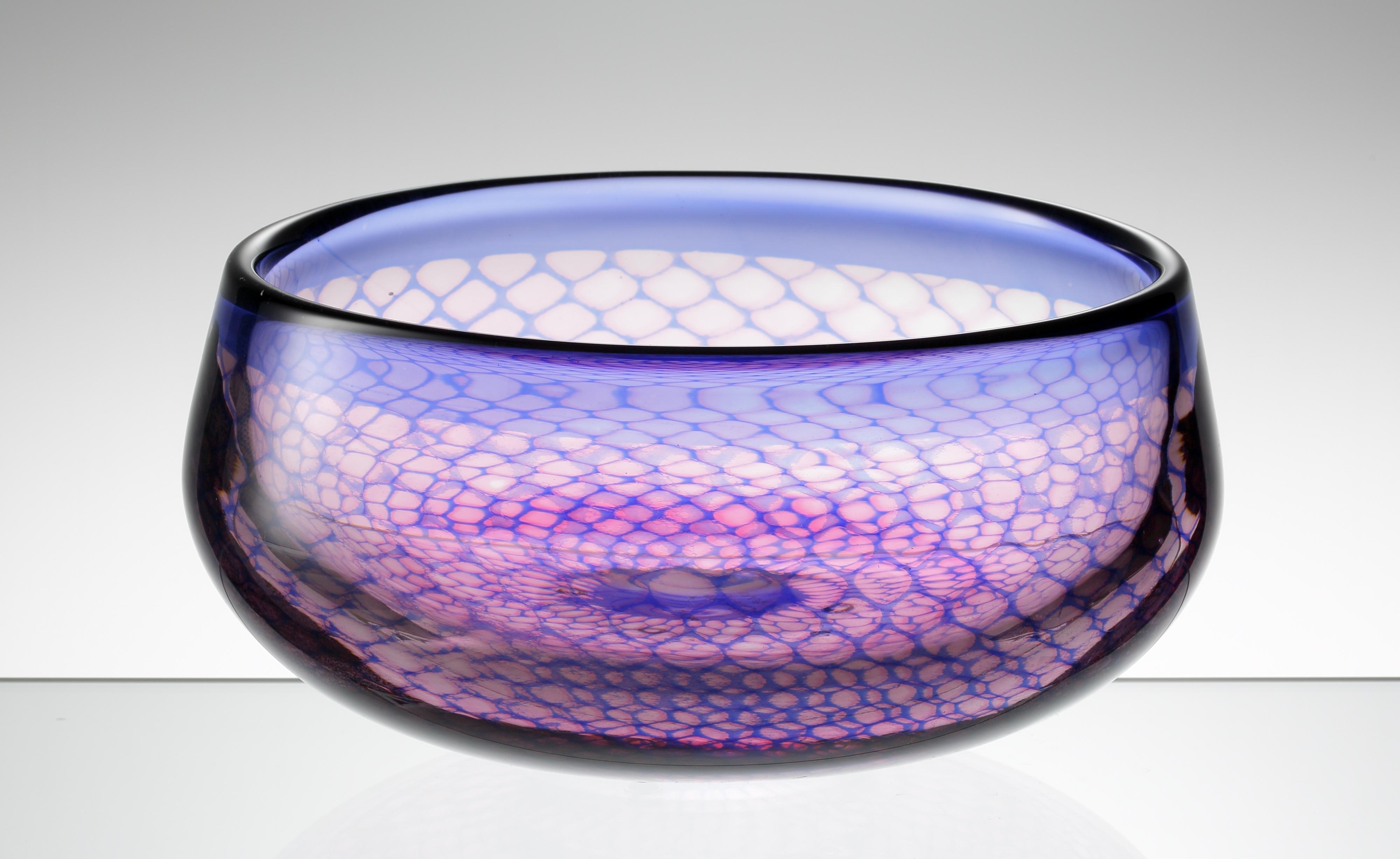
Glasskål i Kraka-teknik
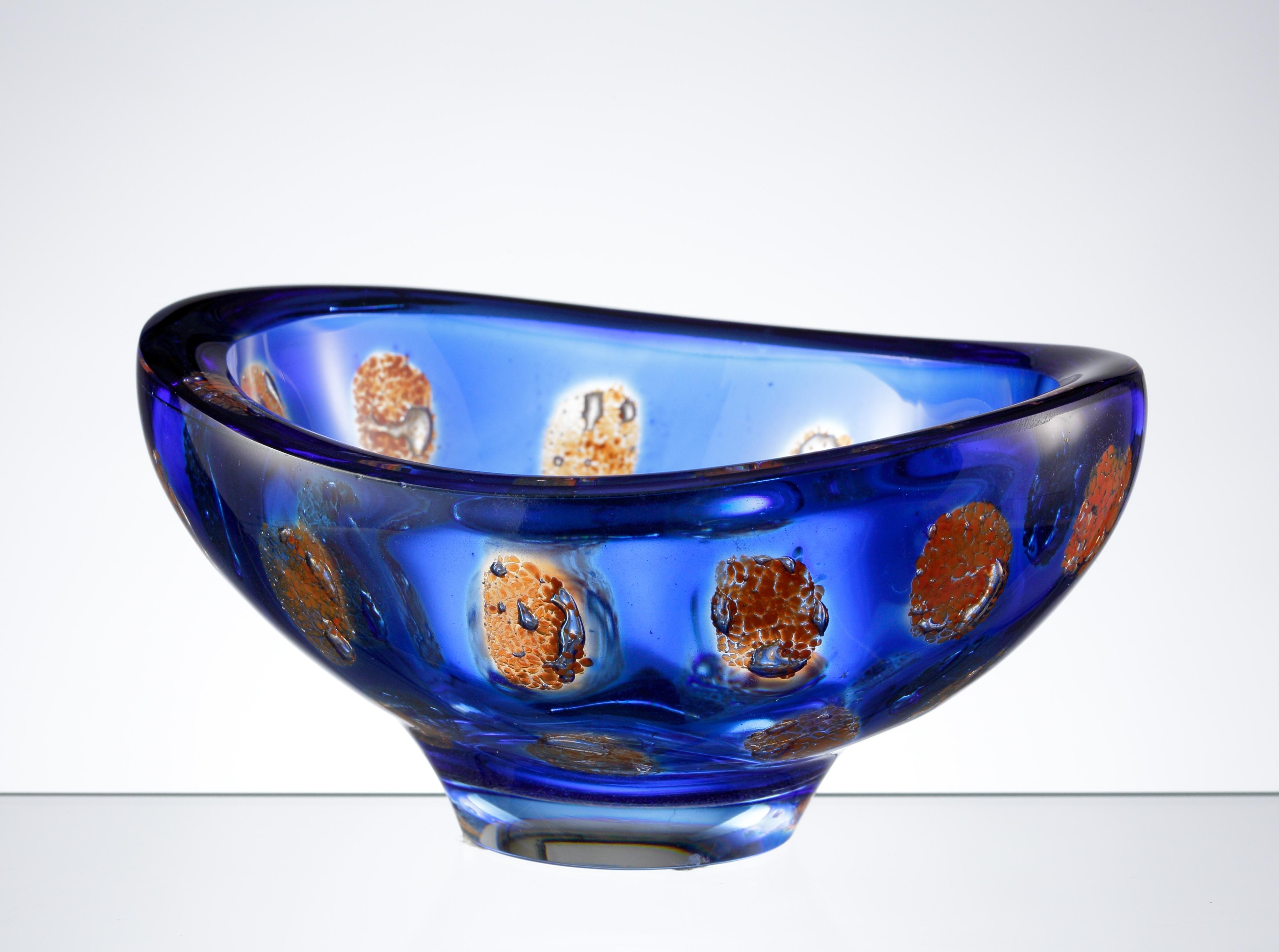
Ravenna-skål, 1975